# Les Amours de minuit
Pour plus de détails, voir Fiche technique et Distribution.
Les Amours de minuit est le titre de la version française d'un film franco-allemand, tourné en deux versions : Les Amours de minuit a été tourné par Augusto Genina (crédité comme réalisateur) et Marc Allégret (crédité comme directeur artistique), la version allemande (Mitternachtsliebe) a été réalisée par Augusto Genina et Carl Froelich. Les deux films sont sortis en 1931.

## Synopsis

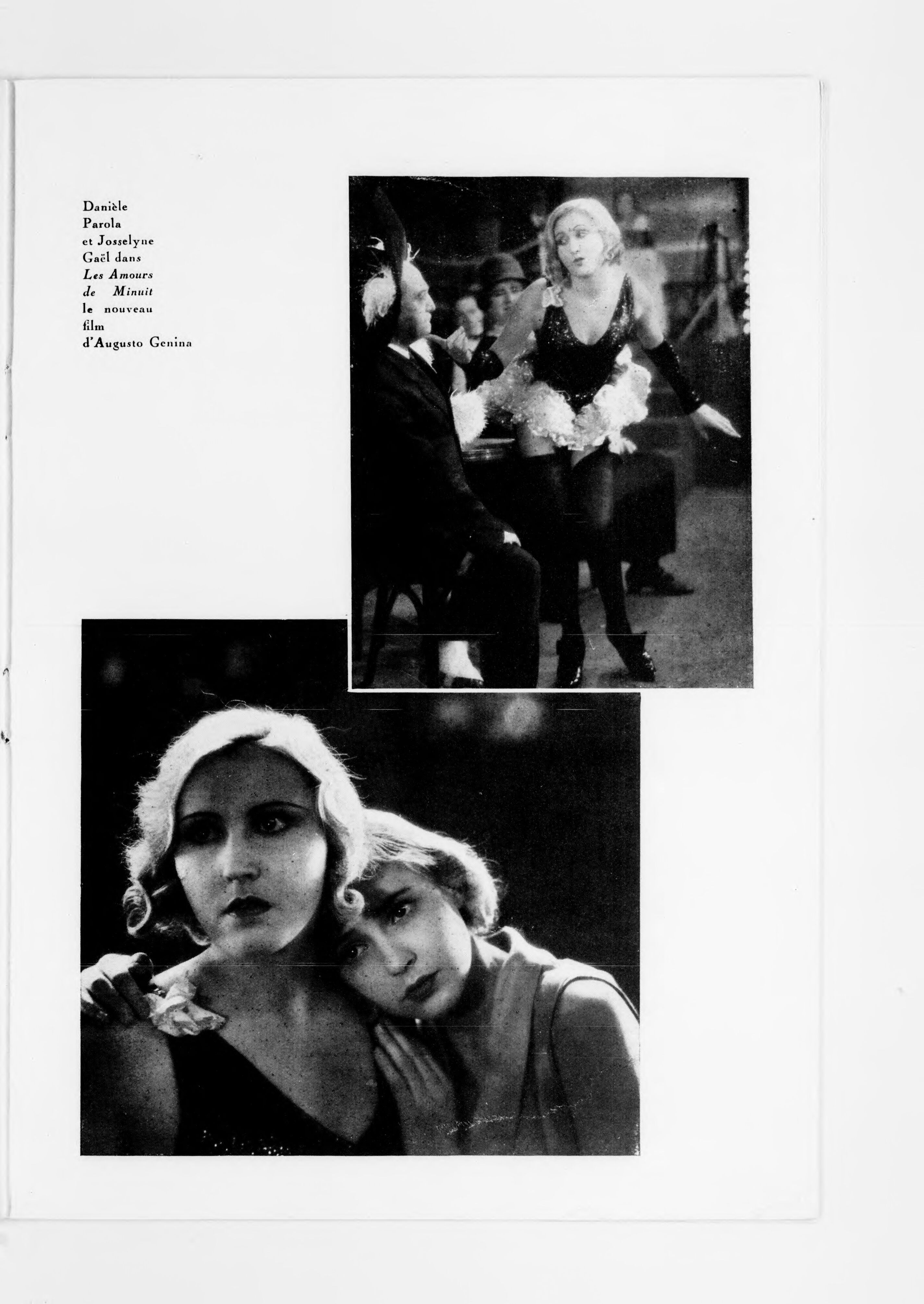
Photo du film avec Danièle Parola et Josseline Gaël, parue dans Cinéa en mars 1931.

Dans le train qui le conduit dans un grand port pour embarquer vers l'Amérique du Sud, Marcel Valmont rencontre Gaston Bouchard, un redoutable criminel évadé. Or celui-ci s'aperçoit que Marcel a une grosse liasse de billets sur lui. Arrivé à la gare, Bouchard parvient à déjouer la surveillance de la police, après avoir envoyé Marcel l'attendre au buffet de la gare. Il y rencontre une jeune femme, Georgette Lajoie, que Bouchard en arrivant lui présente comme sa sœur, mais qui se révélera être sa maîtresse.
Bouchard ordonne à Georgette de séduire Marcel pour le voler, puis part négocier avec le capitaine d'un bateau son passage pour l'Amérique du Sud. Mais Georgette, sensible au charme de Marcel, s'effondre et lui demande de la quitter, pour qu'il échappe à Bouchard. Il parvient à la retrouver au Paradis, un cabaret dont il découvre alors qu'elle la vedette, mais se jette ainsi dans les pattes de Bouchard.
Georgette, sentant le danger, fait appeler la police, mais Gaston comprend qu'elle l'a possédé, casse la figure de Marcel, lui vole l'argent et s'enfuit avant l'arrivée de la police : c'est Marcel, qui, n'ayant plus ses papiers, est arrêté.
Georgette se rend sur le cargo pour récupérer l'argent de Marcel, provoquant une bagarre entre Bouchard et le capitaine, qu'il tue. Elle en profite pour reprendre le portefeuille de Marcel et le rejoint. Celui-ci lui révèle que c'est l'argent de la banque dont il était l'employé, et qu'il a volé sur un coup de tête. Ils décident de partir remettre l'argent à la banque pour changer de vie ensemble.
Gaston Bouchard est finalement arrêté, mais parvient dans un dernier geste à tirer sur Georgette. Marcel, qui l'a perdue, prend seul le dernier train avec l'argent et va le restituer à la banque, où il apprend que Georgette est mourante...

## Fiche technique
- Titre français : Les Amours de minuit
- Titre allemand : Mitternachtsliebe (« Les amours de minuit »)
- Réalisation : VF, Augusto Genina et Marc Allégret, assistés d'Yves Allégret ; V.All., Augusto Genina et Carl Froelich
- Scénario : Augusto Genina sur un thème de Georg C. Klaren, Maurice Kroll (et Carl Behr, non crédité)
- Dialogues : VF, Paul Bringuier (et Georges Neveux, non crédité)
- Directeur artistique : Jacques Daroy[1] (non crédité)
- Photographie : Theodor Sparkuhl et Roger Hubert
- Ingénieur du son : D. F. Scanlan
- Montage : Jean Mamy et Denise Batcheff
- Musique : Jean Delanney, Philippe Parès, A. Bernard et Georges Van Parys (sur le thème du 3e Nocturne, Rêve d'amour, de Franz Liszt, non crédité)
- Production : Pierre Braunberger et Carl Froelich
- Sociétés de production : Braunberger-Richebé - Carl Froelich Film
- Pays d'origine :  France - Allemagne  République de Weimar
- Langue originale : français
- Format : Noir et blanc - 35 mm - 1.37:1 - Son mono
- Genre : Drame
- Durée : version française, 109 minutes ; version allemande, 85 minutes
- Dates de sortie : 
  - France : 16 janvier 1931
  - Allemagne  République de Weimar : 4 septembre 1931
- Affiche : Jean-Adrien Mercier

## Distribution
Française
- Danièle Parola : Georgette
- Pierre Batcheff : Marcel
- Jacques Varennes : Gaston Bouchard
- Josseline Gaël : Fanny
- Alex Bernard
- Alice Dufrêne
- Pierre Labry
- Henri Lesieur
- Alfred Loretto
- Pierre Prévert
- Jacques Prévert
- Émile René
- Lou Tchimoukov
- Paul Velsa
- Louis Zellas : le capitaine

Allemande
- Danièle Parola : Georgette
- Pierre Batcheff : Walter Thalberg
- Hans Adalbert Schlettow : Bagdanoff
- Josseline Gaël : Fanny
- Alfred Loretto : le capitaine

## Autour du film
« Le film de Genina se déroule dans un milieu dense, avec ces décors chargés si chers au cinéma des années 1920. Comme Marlène dans L'Ange bleu, Danièle Parola, cuisses bien mises en valeur, chante assise sur un fût tandis qu'elle lève lentement ses jambes pour les attraper avec les bras. »

— Christophe Bier, Le blog de Monsieur Bier
A noter qu'un remake de ce film sera réalisé en 1943 par Christian-Jaque : Voyage sans espoir avec Simone Renant et Jean Marais